# Facteur XIII
Le facteur XIII est une proenzyme de la coagulation sanguine qui ramifie la fibrine. Après que la thrombine a converti le fibrinogène en fibrine, cette dernière forme un réseau protéinacé dans lequel chaque unité E est liée latéralement à seulement une unité D. Le facteur XIII est activé par la thrombine en facteur XIIIa ; son activation en facteur XIIIa nécessite des ions calcium Ca2+ comme cofacteurs.
On l'appelle également facteur Laki-Lorand ou facteur de stabilisation de la fibrine.
Le facteur de coagulation XIII humain est un hétérotétramère constitué de deux peptides A enzymatiques et deux peptides B non enzymatiques. XIIIa est un homodimère de peptides A activés.

## Enzyme

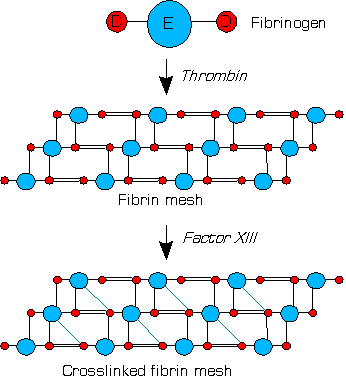
Stabilisation par le facteur XIII de la fibrine.

## Rôle dans les maladies
Une déficience en facteur XIII est très rare, et peut provoquer une grave prédisposition aux hémorragies graves.